# القوات المسلحة الثورية الكولومبية

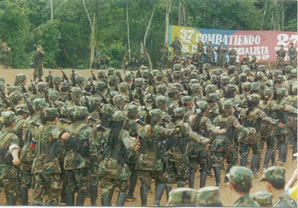
قوات الفارك أثناء مباحثات سلام

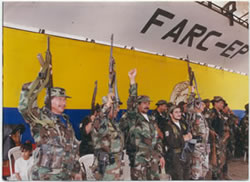
قادة الفارك أثناء مباحثات سلام

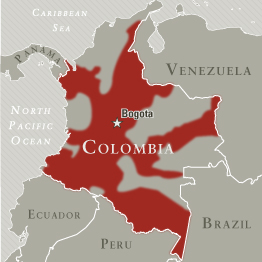
مناطق عمليات الفارك

علم الفارك

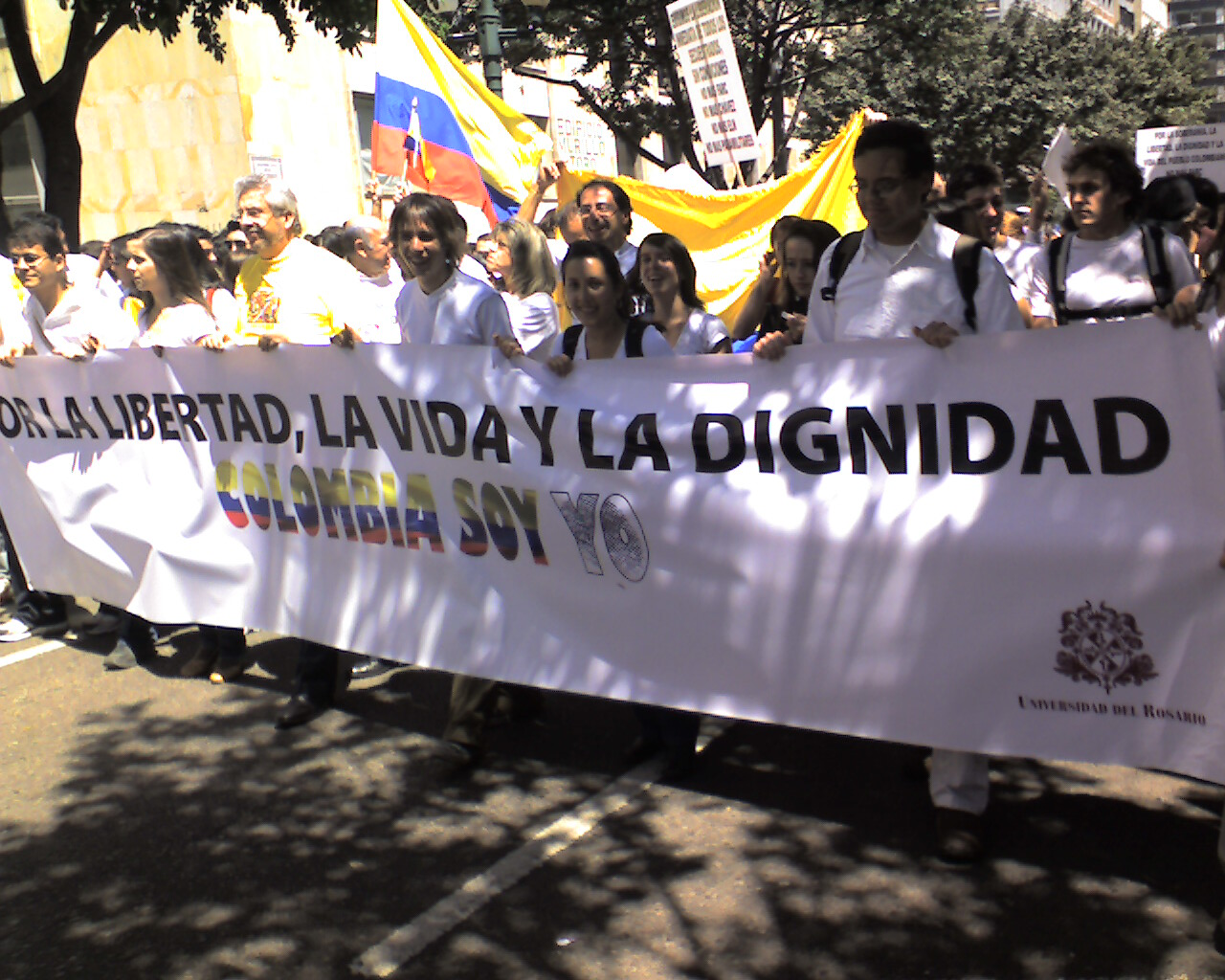
مظاهرة تعارض الفارك

القوات المسلحة الثورية الكولومبية  (بالإسبانية: Fuerzas Armadas Revolucionarias de Colombia)، (اختصارا: فارك)، تنظيم ثوري يساري مسلح، يحارب حزب المحافظين الحاكم في كولومبيا، وتسيطر الحركة على مساحات واسعة من البلاد وتستعمل أسلوب حرب العصابات.
أُسس التنظيم في سنة 1964 كجناح عسكري للحزب الشيوعي الكولومبي وكحركة عسكرية تعتمد حرب العصابات كاستراتيجية له. في فترة الثمانينات تورط التنظيم في تجارة المخدرات مما أدى إلى انفصال بين الحركة والحزب الشيوعي الكولومبي. تقدر اعداد المنضمين إلى الحركة حسب التقديرات الحكومية الكولمبية ما بين ستة آلالف وثمانية آلالف جندي. ينتشر التنظيم في 15 إلى 20 % من اراضي كولومبيا في مناطق الغابات والأدغال والمناطق الجبلية في سفح جبال الانديز ومنها يشن هجمات حرب عصابات بين الحين والآخر.
أدرجت المنظمة في لائحة المنظمات الإرهابية في الولايات المتحدة الأمريكية والاتحاد الأوروبي وبرلمان أمريكا اللاتينية وكندا سنة 2005، بينما ترفض كل من فنزويلا وكوبا هذا التصنيف وكان يطالب الرئيس الفنزويلي السابق هوغو شافيز باعتبار الحركات اليسارية الثورية قوات محاربة لان ذلك من شانه ان يضطر الحركة إلى ترك أعمال الخطف والإرهاب من اجل احترام اتفاقيات جنيف.
في بداية مارس 2008 قامت القوات الكولمبية بالهجوم على أحد معسكرات فارك داخل الأراضي الإكوادورية وقتلت راؤل رييس الرجل الثاني في التنظيم والمتحدث الرسمي باسم الحركة مما تسبب في ازمة دبلوماسية حادة بين الإكوادور وكولمبيا وبين فنزويلا وكولمبيا وكاد ان يتسبب في حرب إقليمية وتبع ذلك اغتيال ايفان ريوس أحد قادة الحركة على ايدي أحد اتباعه وقد شكلت هذه الأحداث أكبر ضربة عسكرية للحركة في الاربعة عقود الماضية.
وبحسب الأمم المتحدة، فإن الفدائيين الكولومبيين مسؤولون عن 12٪ من عمليات اغتيال المدنيين في إطار النزاع المسلح، والقوات شبه العسكرية عن 80٪ والقوات الحكومية عن الـ8٪ الباقية.

## لمحة عامة
تعلن الحركة نفسها حركة سياسية عسكرية ماركسية لينينية، يقودها مانويل مورلاندو وستة آخرون من بينهم راؤل رييس المغتال في أول مارس 2008 . وتعلن الحركة نفسها أنها المدافع عن الفقراء في الريف الكولمبي ضد الطبقات الأكثر ثراء. وتحارب النفوذ الأمريكي في كولمبيا، والشركات متعددة الجنسيات وخصخصة الموارد الطبيعية، وذلك من اجل التمهيد لثورة يسارية مسلحة. تمول عملياتها العسكرية من عمليات الخطف والابتزاز وتجارة المخدرات.
وتعلن الحركة انها مستعدة لعمل حوار مع الحكومة الكولمبية من اجل انهاء الأزمة في البلاد، ولكن تحت شروط معينة منها: تحديد مكان اعتقال جميع أعضاء الحركة المعتقلين، وإطلاق سراحهم كلهم، ولكن في نفس الوقت تعلن الحركة انها ستواصل القتال من اجل تحقيقي اهدافها الثورية والنضالية.
يعد كثير من النقاد ان حركة فارك تحولت عن الكثير من اهدافها الثورية في بداية النزاع، فخطف المدنيين وابتزازهم وزرع الالغام ومهاجمة الاهداف المدنية وتجارة المخدرات وتجنيد الأطفال " طبقا لنظام فارك فإن أي فرد فوق ال11 عام مؤهل لحمل السلاح والقتال.
ولذلك لا يمكن القبول بأي من هذه الأعمال أن تعد جزءاً من الاهداف الثورية للحركة. اذ يعد حوالي من 20 إلى 30% من مقاتلي الحركة أطفالا تحت سن ال18 عام.

## المصالحة مع الحكومة
في 24 أغسطس عام 2016 قام كل من الرئيس الكولومبى المنتخب خوان مانويل سانتوس بتوقيع اتفاقية من 297 صفحة مع رودريغو لوندونيو زعيم حركة فارك وتحت رعاية الرئيس الكوبى راؤول كاسترو، يتضمن الاتفاق اعتراف حركة فارك بالحكومة الكولومبية المنتخبة مقابل سماح الحكومة لهم بتشكيل حزب سياسي ودفع تعويضات للمقاتلين بعد تسليم سلاحهم واحتفاظ فارك بعدد من مقاعد البرلمان بدون انتخاب لدورتين برلمانتين 
قرر الرئيس الكولومبي اخضاع الاتفاق لاستفتاء الشعب ليضيف عليه أكبر شرعية ممكنة، غير أن الاستفتاء غير ملزم للرئيس الذي وقّع بالفعل على الاتفاقية، وتمت اقامة الاستفتاء في يوم الأحد الثاني من أكتوبر 2016 وبهذا انتهت الحرب الأهلية التي استمرت قرابة النصف قرن.